# 赫苏斯·戈麦斯
赫苏斯·戈麦斯（西班牙語：Jesús Gómez，1941年5月14日—2017年11月25日），墨西哥男子马术运动员。他曾代表墨西哥参加1980年夏季奥林匹克运动会马术比赛，获得团体场地障碍赛铜牌。